# Liste der Synagogen in Afrika
Die Liste der Synagogen in Afrika führt sowohl historische als auch aktive Synagogen auf dem afrikanischen Kontinent auf.

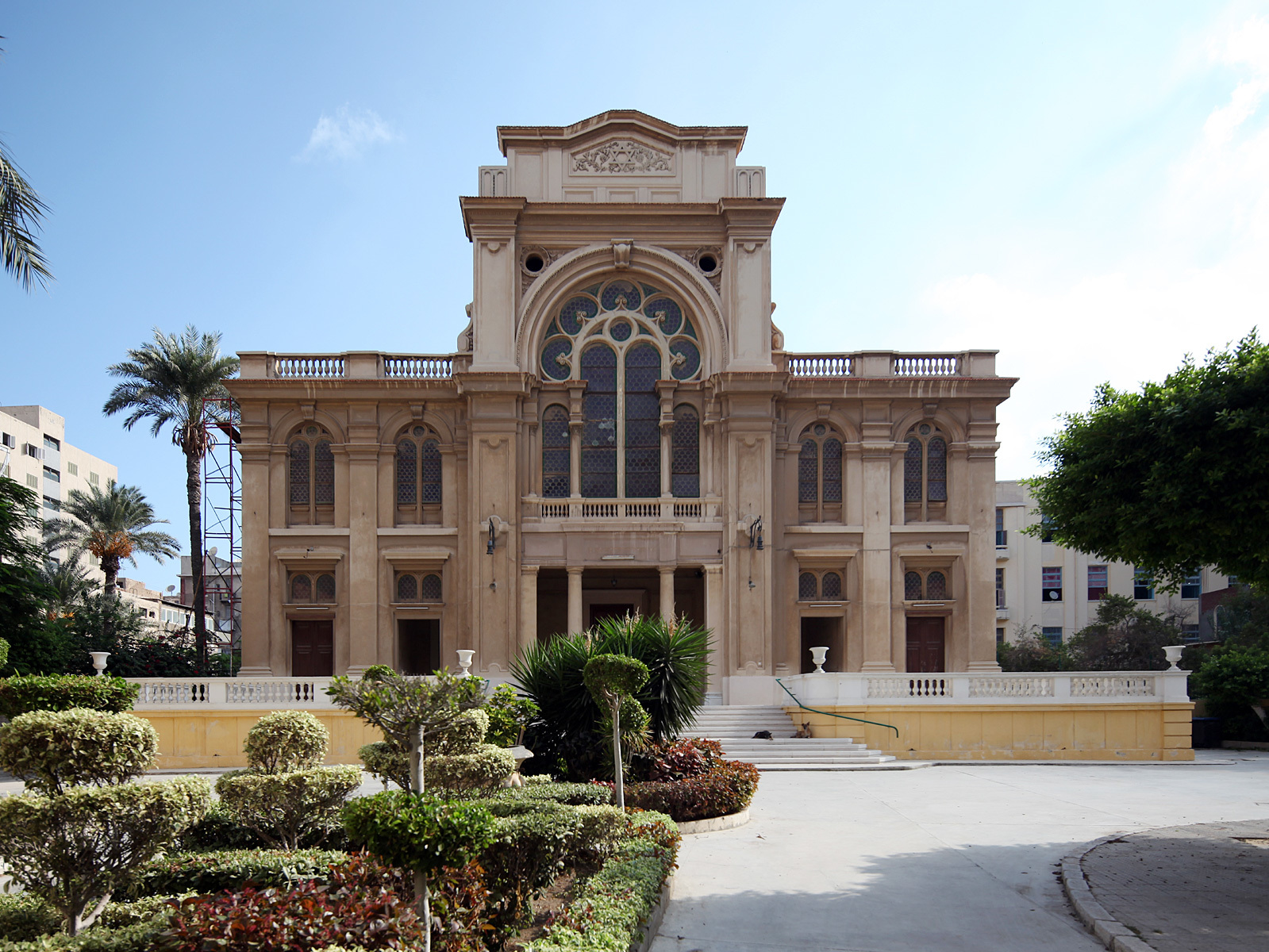
Elijahu-Hanavi-Synagoge in Alexandria, Ägypten

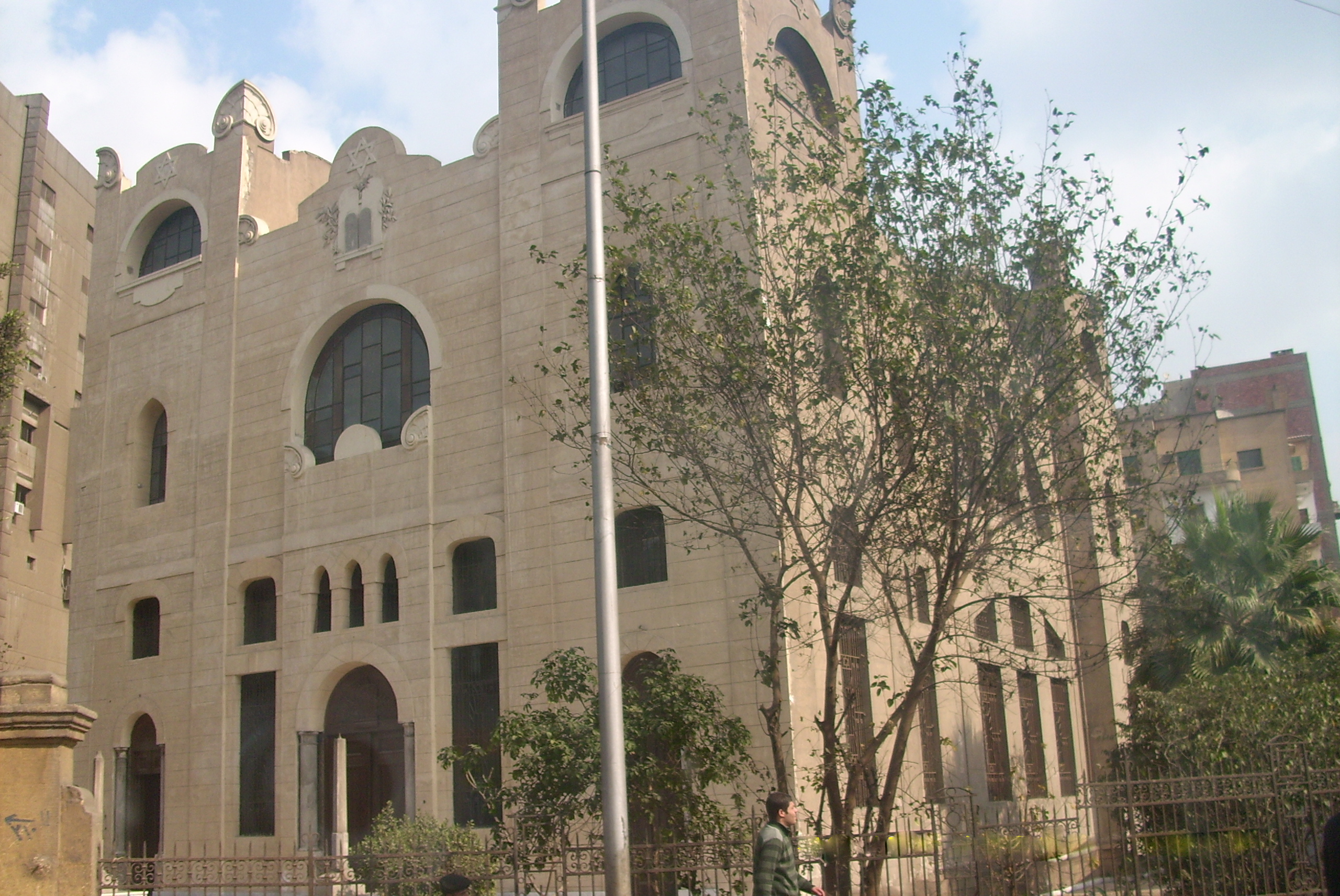
Die Abbasyia-Synagoge in Kairo, Ägypten

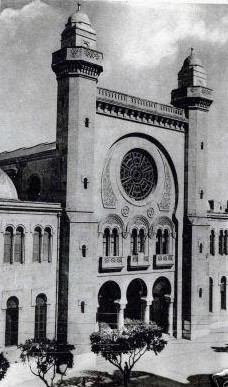
Die große Synagoge von Oran in Algerien vor 1918

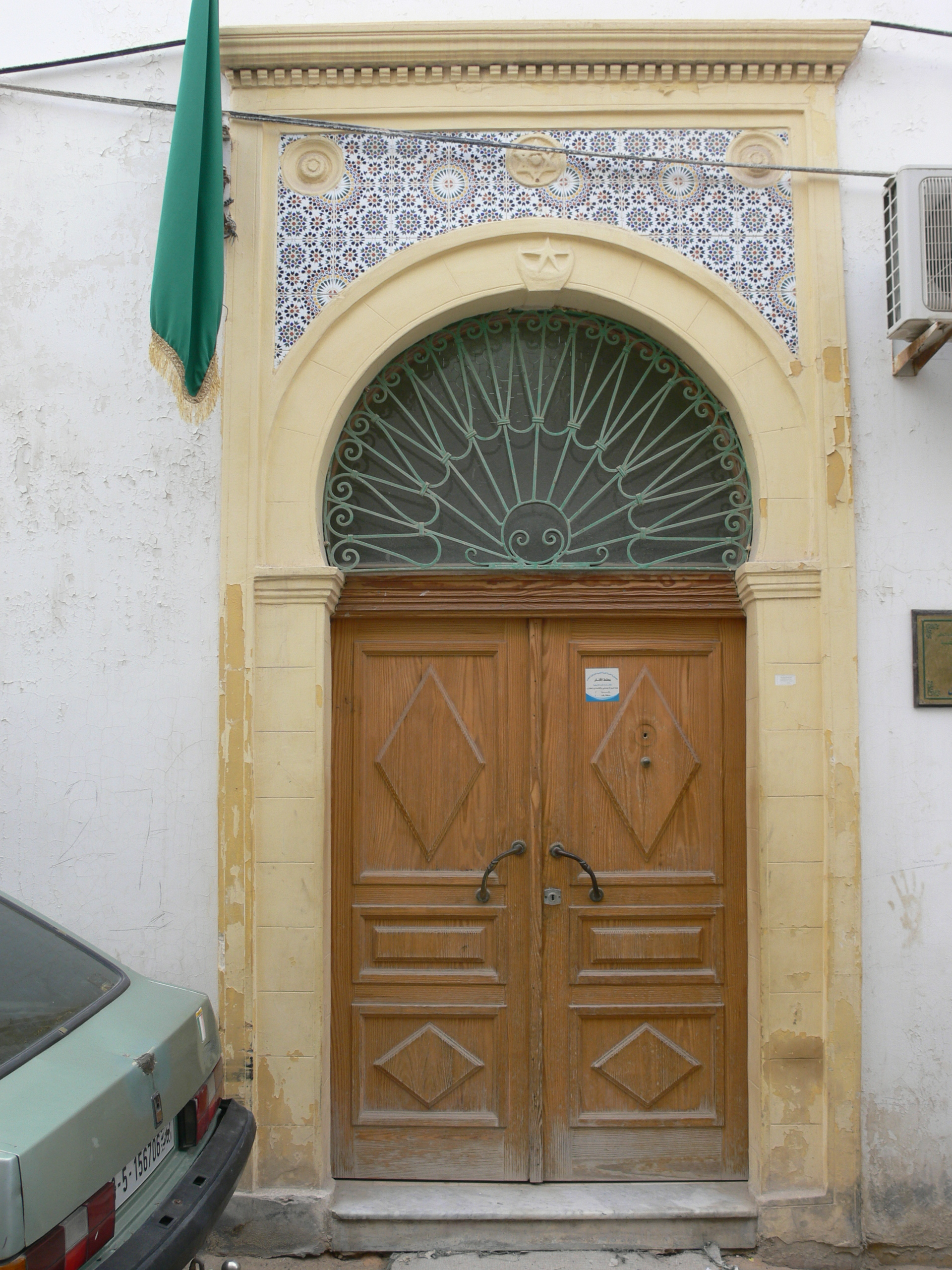
Eingang der Dar E Serousi Synagoge und Schule in der Altstadt von Tripolis, Libyen – heute ein Stadtarchiv

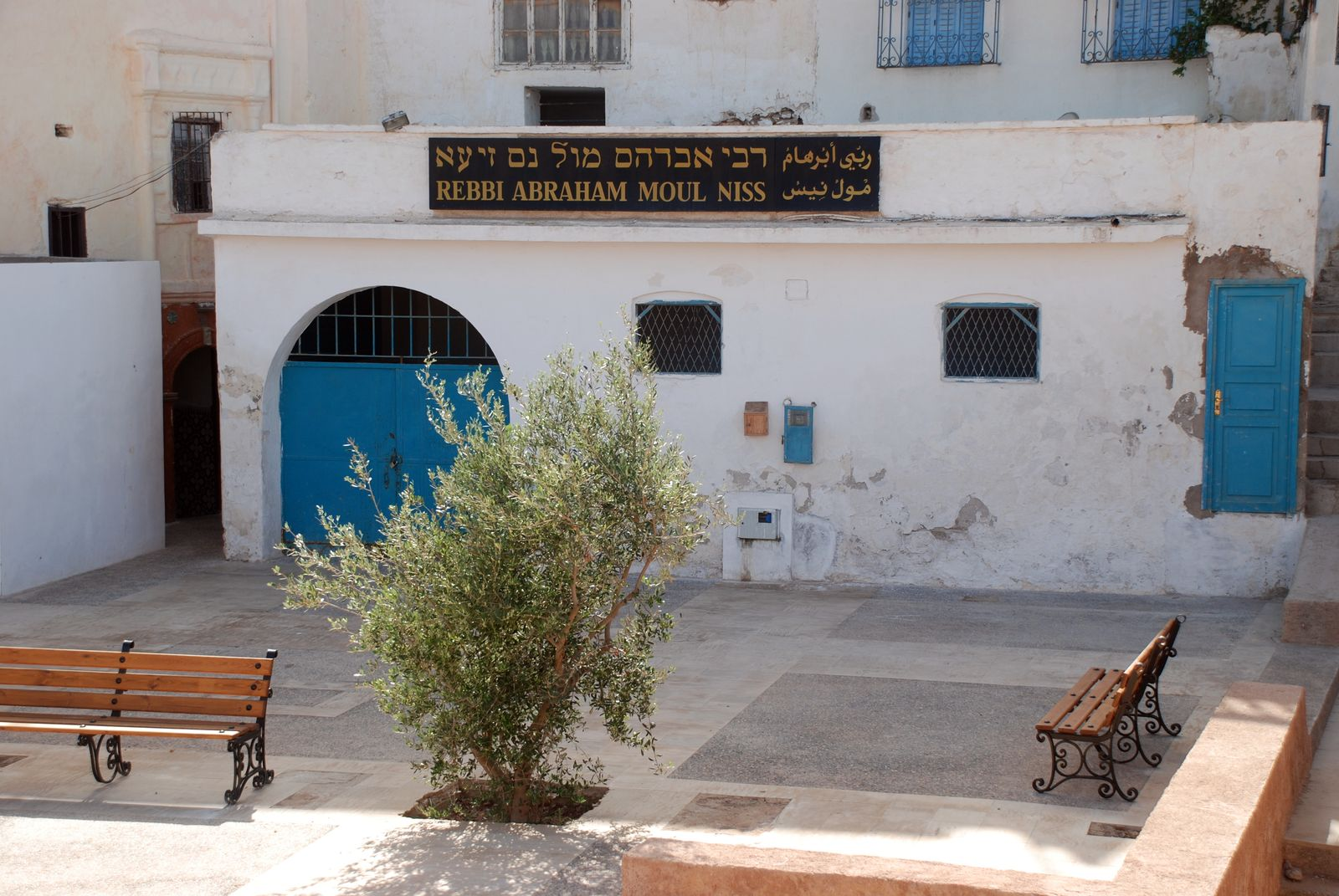
Die geschlossene Synagoge von Azemmour, Marokko

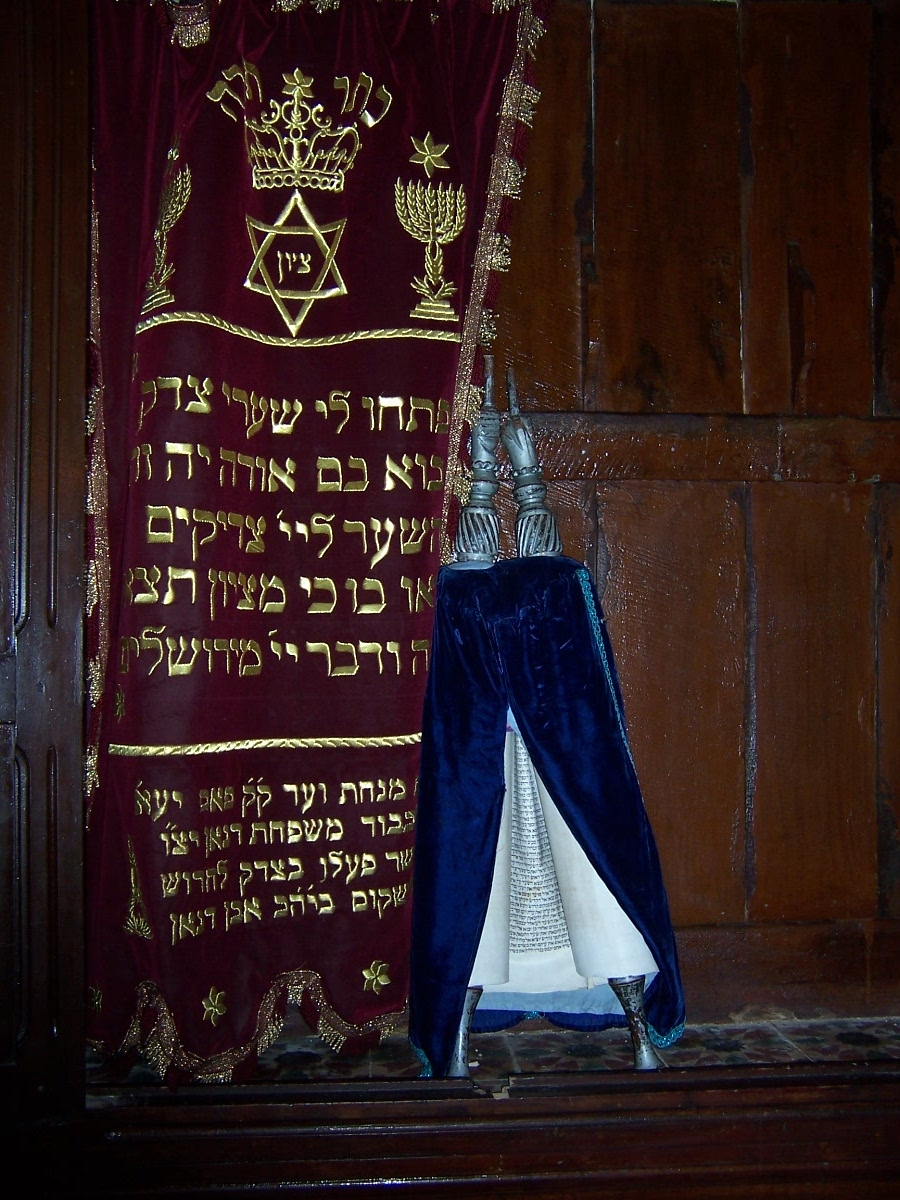
Das Innere der Synagoge von Fes, Marokko

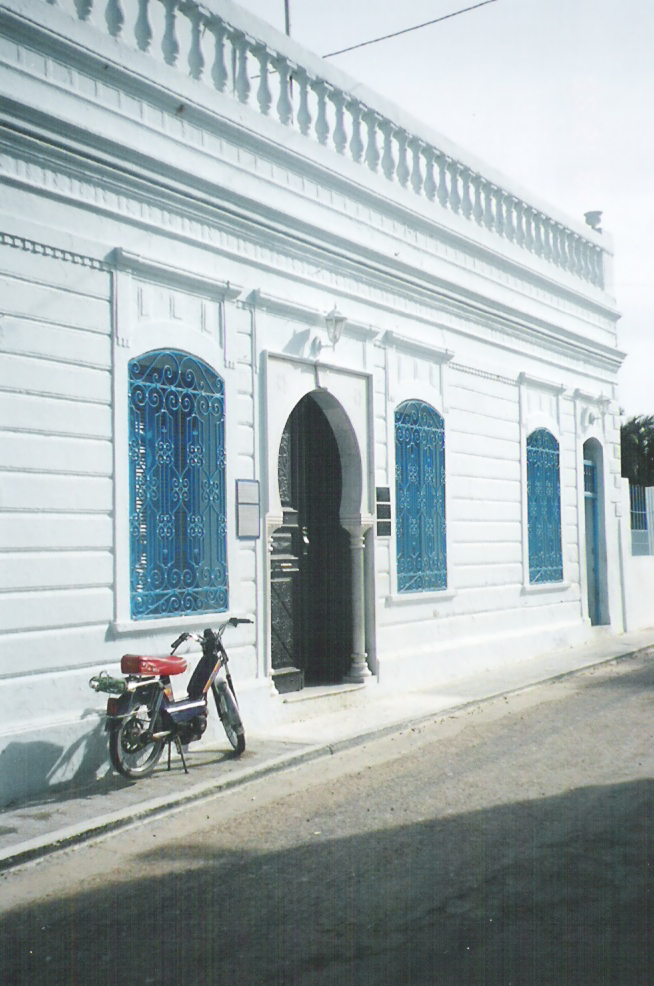
Fassade der Synagoge von al-Ghriba, Tunesien

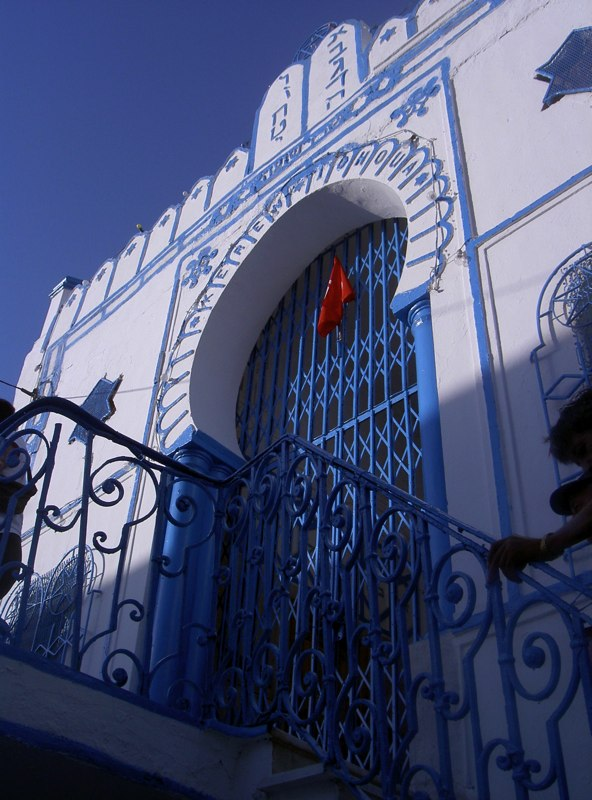
Eingang der Synagoge in La Marsa, Tunesien

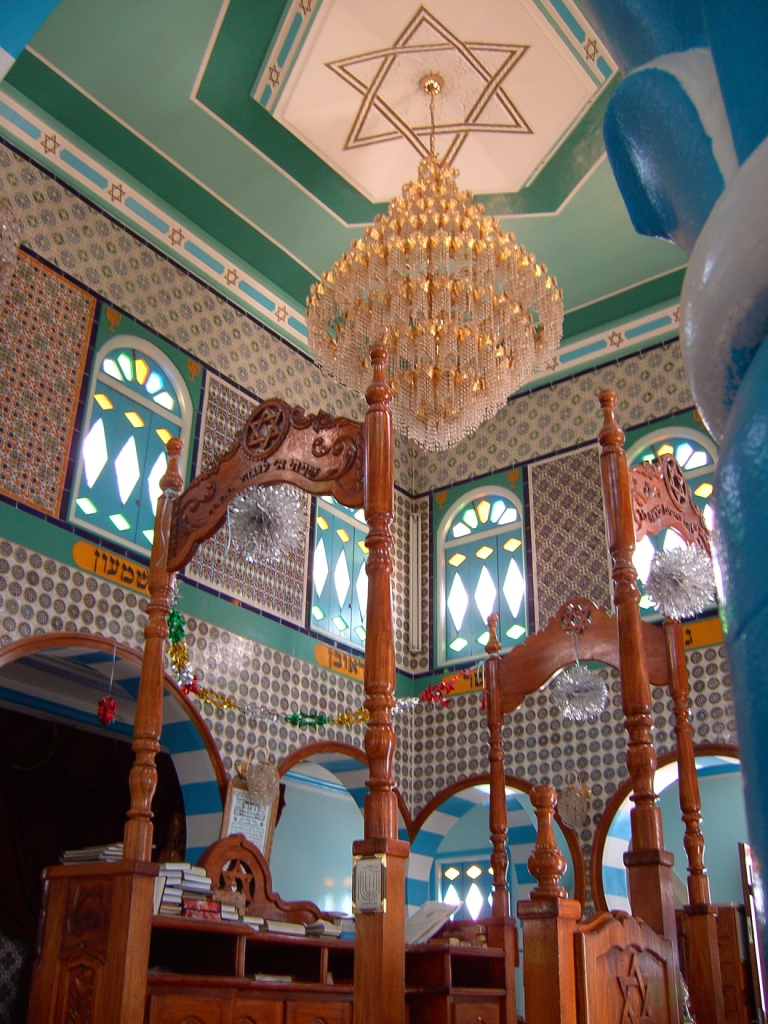
Das Innere der Synagoge von Zarzis, Tunesien

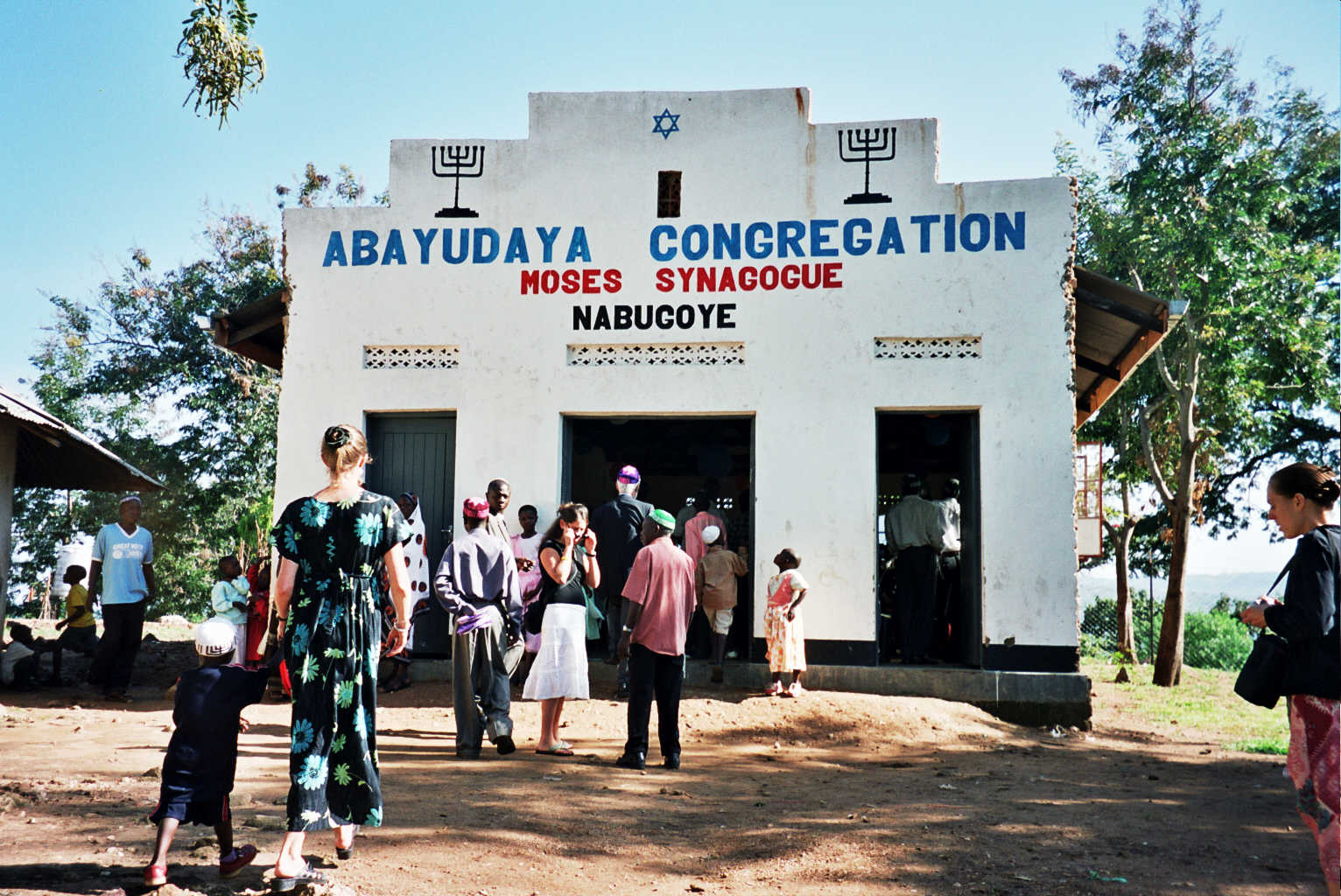
Die Synagoge der Abayudaya-Gemeinde bei Mbale, Uganda

## Staaten

### Ägypten
In Ägypten befinden bzw. befanden sich folgende Synagogen:
Alexandria
- Azouz-Synagoge
- Castro-Synagoge
- Eliyahu-Hanavi-Synagoge
- Eliahou-Hazan-Synagoge
- Green Synagoge
- Menasce-Synagoge
- Nezah-Israel-Synagoge
- Sasson-Synagoge
- Shaaré-Tefila-Synagoge
- Zaradel-Synagoge

Kairo
- Ben Ezra Synagoge[2]
- Chaar Hachamaim Synagogu
- Ets Hayim Synagoge (Hanan Synagoge)
- Haïm Capoussi Synagoge
- Ibn Maïmoun Synagoge
- Maimonides-Synagoge
- Meir'enaim Synagoge
- Moussa Dar'i Synagoge
- Pahad Itzhak Synagoge
- Vitali Madjar Synagoge

### Äthiopien
- Succat Rahamim Synagoge in Addis Abeba[3]

### Algerien
- Große Synagoge von Algier
- Große Synagoge (Oran)

### Demokratische Republik Kongo
- Beth Yaakow Synagoge in Kinshasa
- Eine Synagoge aus dem 20. Jahrhundert in Lubumbashi

### Eritrea
- Synagoge von Asmara in Asmara

### Kapverden
- Ruine einer Synagoge nahe der Ortschaft Sinagoga auf Santo Antão[4]

### Kenia
- Synagoge der Nairobi Hebrew Congregation in Nairobi

### Libyen
Tripolis
- Sla El Kebira Synagoge, heute eine Moschee
- Dar E Serousi Synagoge, heute ein Stadtarchiv
- Char Bishi Synagoge[5]

Yifrin
- Yifrin-Synagoge

Zliten
- Slat Abn Schaif Synagoge

### Marokko
Agadir
- Synagogue Beth-El

Casablanca
- Synagoge Benarrosh
- Synagoge Em-Habanime
- Synagoge Tehila Le David
- Beth-El Tempel

Essaouira
- Chaim Pinto Synagoge
- Simon Attias Synagoge

Fès
- Ibn-Danan-Synagoge

Marrakesch
- Synagoge Beth-El
- Synagoge Slat Laazama

Rabat
- Synagoge Talmud Torah

Tanger
- Synagoge Chaar Rafael

Tetuan
- Synagoge Bengualid

### Mosambik
- Synagoge von Maputo, Maputo, erbaut 1926[6][7]

### Namibia
- Synagoge Windhoek

### Nigeria
- Gihon Synagoge in Abuja

### Simbabwe
- Synagoge der Bulawayo Hebrew Congregation in Bulawayo
- Synagoge der Harare Hebrew Congregation in Harare

### Südafrika
Die jüdische Gemeinschaft in Südafrika hat/hatte folgende Synagogen:
Gqeberha
- Glendinningvale Synagoge
- Raleigh-Street-Synagoge – aufgegeben,  beheimatet seit 1986 das Jewish Pioneer’s Memorial Museum.

Johannesburg
- Kimberley Road Shul[10]
- Poswohl Synagoge[11]
- President Streets Synagoge
- Park Synagoge
- Wolmarans Synagoge[12]

Kapstadt
- Tikvath Israel Synagoge
- Arthur’s Road Orthodox Hebrew Congregation
- Garden Shul, (älteste Synagoge Südafrikas, 1841)[13]
- Great Synagogue
- Green and Sea Point Hebrew Congregation
- Chabad Synagoge
- Sephardic Hebrew Congregation

Pretoria
- Paul Kruger Street Synagoge (eingeweiht 1898, älteste in Pretoria, 1952 umgewandelt in Gerichtsgebäude)

### Sudan
- Hekhal Shelomo Synagoge in Khartoum

### Tunesien
Djerba
- Beit Knesset Kohanim HaDintreisa
- al-Ghriba-Synagoge
- Hara-Seghira-Synagoge (aufgegeben)

La Marsa
- Keren-Yéchoua-Synagoge

Mouansa
- Synagoge von Mouansa (aufgegeben)

Zarzis
- Zarzis-Synagoge

### Uganda
- Moses Synagoge in Nabugoye
- Putti Synagoge in Putti
- Namutumba Synagoge in Magada
- Nasenyi Synagoge in Nesenyi
- Namanyonyi Synagoge in Namanyonyi